# Zdobycie Thăng Long
Zdobycie Thăng Long – starcie zbrojne, które miało miejsce w 1789 r. w trakcie powstanie tajsonów w Wietnamie.
W roku 1788 200-tysięczna armia chińska dowodzona przez Tôn Sĩ Nghị wkroczyła do Wietnamu celem przywrócenia tronu obalonemu królowi Annamu Lê Chiêu Thốngowi. Po zajęciu Tonkinu oraz stolicy prowincji Thăng Long (Hanoi) Chińczycy ponownie osadzili Lê Chiêu Thốnga na tronie. Przeciwko przywróconemu władcy opowiedział się rządzący południowym Wietnamem Nguyễn Huệ (Quang Trung Hoàng đế). Na czele 100-tysięcznej armii chłopskiej (tajsonów) wyruszył w grudniu na Thăng Long. Na początku stycznia 1789 r. Wietnamczycy zajęli ważniejsze posterunki wokół miasta. W szeregach chińskich wybuchła panika, Tôn Sĩ Nghị uciekł a wielu żołnierzy w trakcie ucieczki utonęło w Rzece Czerwonej. Dnia 5 stycznia Thăng Long zostało zajęte przez Wietnamczyków. 